# 比达尔
比达尔（法語：Bidart，法語發音：[bidaʁ]）是法国新阿基坦大区大西洋比利牛斯省的一个市镇，属于巴约讷区。

## 地理
比达尔（43°26'13"N, 1°35'35"W）面积12.15 平方千米，位于法国新阿基坦大区大西洋比利牛斯省西部，西侧为大西洋，东侧为比利牛斯山区，北侧为比亚里茨，南侧为盖塔里。
与比达尔接壤的市镇（或旧市镇、城区）包括：比亚里茨、阿埃茨、阿尔博讷、盖塔里、圣让德吕兹。
比达尔的时区为UTC+01:00、UTC+02:00（夏令时）。

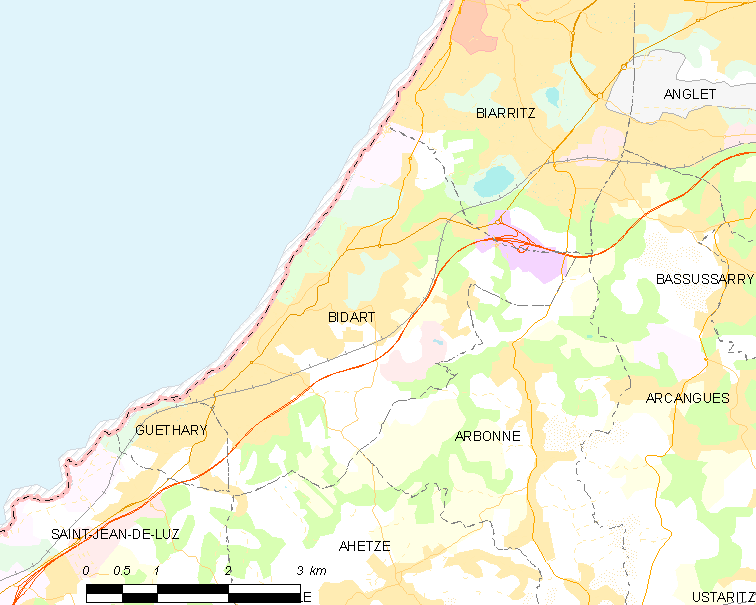
比达尔的OSM定位图

## 行政
比达尔的邮政编码为64210，INSEE市镇编码为64125。

## 政治
比达尔所属的省级选区为圣让德吕兹县。现任比达尔市长为埃马纽埃尔·阿尔祖里（Emmanuel Alzuri）先生，任期为2020-2026年。

## 交通
A63号高速公路经过比达尔市区东部。
波尔多－伊伦铁路经过比达尔境内但并未设站。
巴约讷城市公共交通（Chronoplus）下属的公交C线和12路、13路经过比达尔市区。

## 人口

1962-2008年间比达尔人口变化图示

比达尔于2022年1月1日时的人口数量为7674人。